# Сирес (Калифорния)
Сирес (англ. Ceres) — город в округе Станисло в штате Калифорния в Соединённых Штатах Америки.
Согласно данным переписи населения США, проведённой в 2020 году, число жителей города составляло 49 302 человек, что, для такого небольшого населённого пункта, существенно больше (+ 8,6%), чем было во время предыдущей переписи прошедшей в 2010 году (45 417 человек).

## География
Согласно данным представленным Бюро переписи населения США, общая площадь Сирес составляет 9,5 квадратных мили (24,6 км2) из них 99,9% приходится на сушу и лишь 0,1% занимает водная поверхность.

## История
Первыми некоренными жителями, которые поселились в Сиресе, были Джон Сервис, Кассиус Уорнер и Дэниел Уитмор в 1867 году. Дэниел С. Уитмор считается первым патриархом-основателем Цереса. Он построил свой дом в 1870 году (современный адрес 2928 5th Street). Этот дом стоит до сих пор, полностью восстановленный по инициативе Исторического общества Цереса за счёт бюджета города. Особняк Клинтона Уитмора, построенный в 1903 году, также принадлежит городу.
В начале 1890-х годов известные американские преступники Крис Эванс и Джон Зонтаг ограбили несколько поездов Southern Pacific Transportation Company в Сиресе и нескольких других местах в этом районе, что принесло ему недобрую славу.
25 февраля 1918 года поселение было инкорпорировано и включено в реестр штата Калифорния, благодаря чему некорпоративное сообщество  официально получило статус города.
В конце 1930-х годов в городе был создан трудовой лагерь в рамках Федеральной программы миграционных трудовых лагерей.
С момента основание население города уверенно росло каждое десятилетие со скоростью от 8,6% (2020-е) до 120,3% (1980-е).